# Танигашима
Танигашима (на японски: 種子島) е остров на Япония, намиращ се южно от о. Кюшу в Южна Япония, префектура Кагошима.
Островът има дължина 57,5 километра от север на юг и ширина от 5 до 12 км от източната до западната му част. Най-голям град е Нишиноомоте, другите градове са Накатане и Минамитане.
На остров Танигашима има едноименно летище Танигашима.

## Космически център
Японската агенция за аерокосмически изследвания има космически център на остров Танигашима. Центърът се намира в югоизточния му край.